# 長岡線

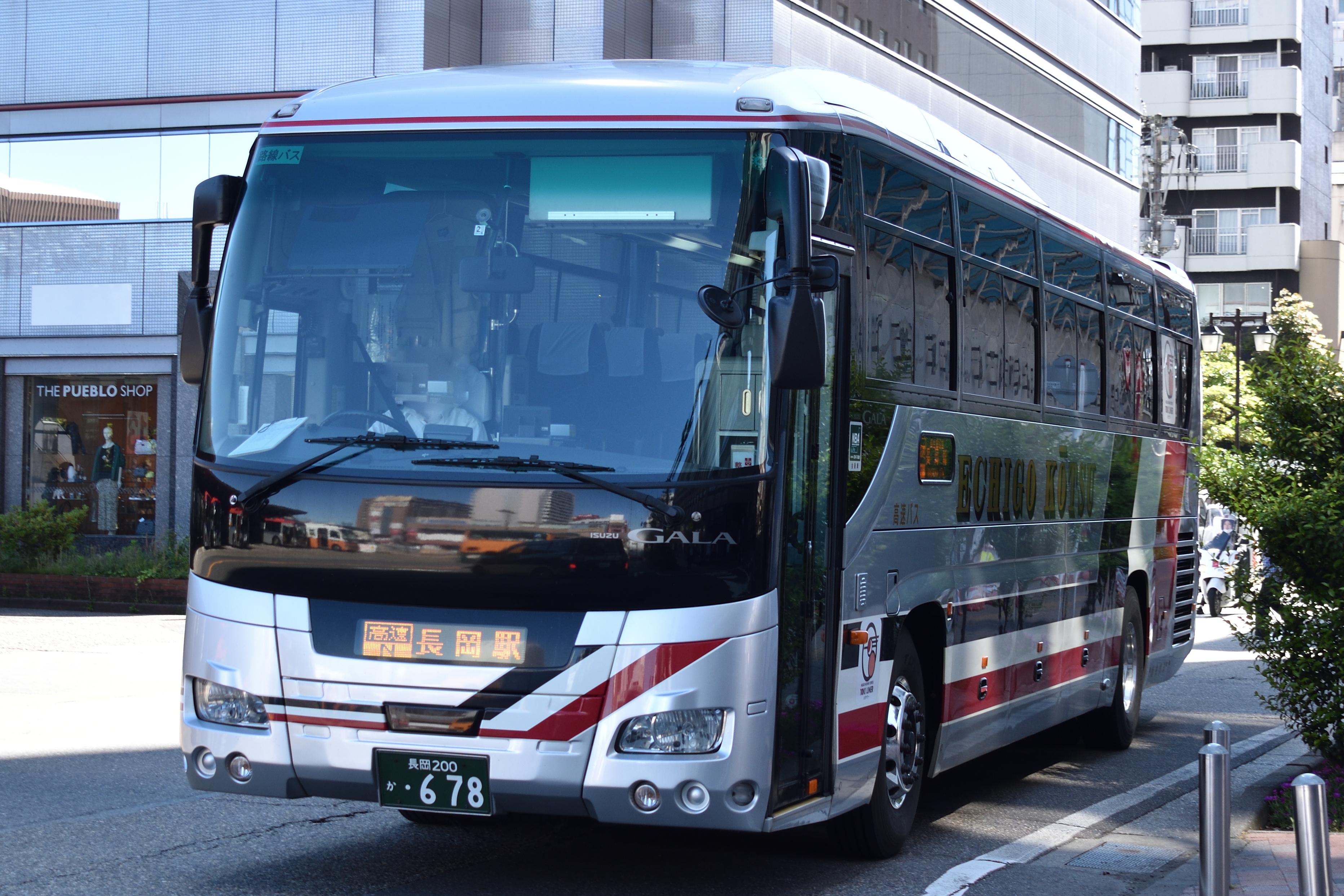
ときライナー長岡線（越後交通の車両、2022年6月）

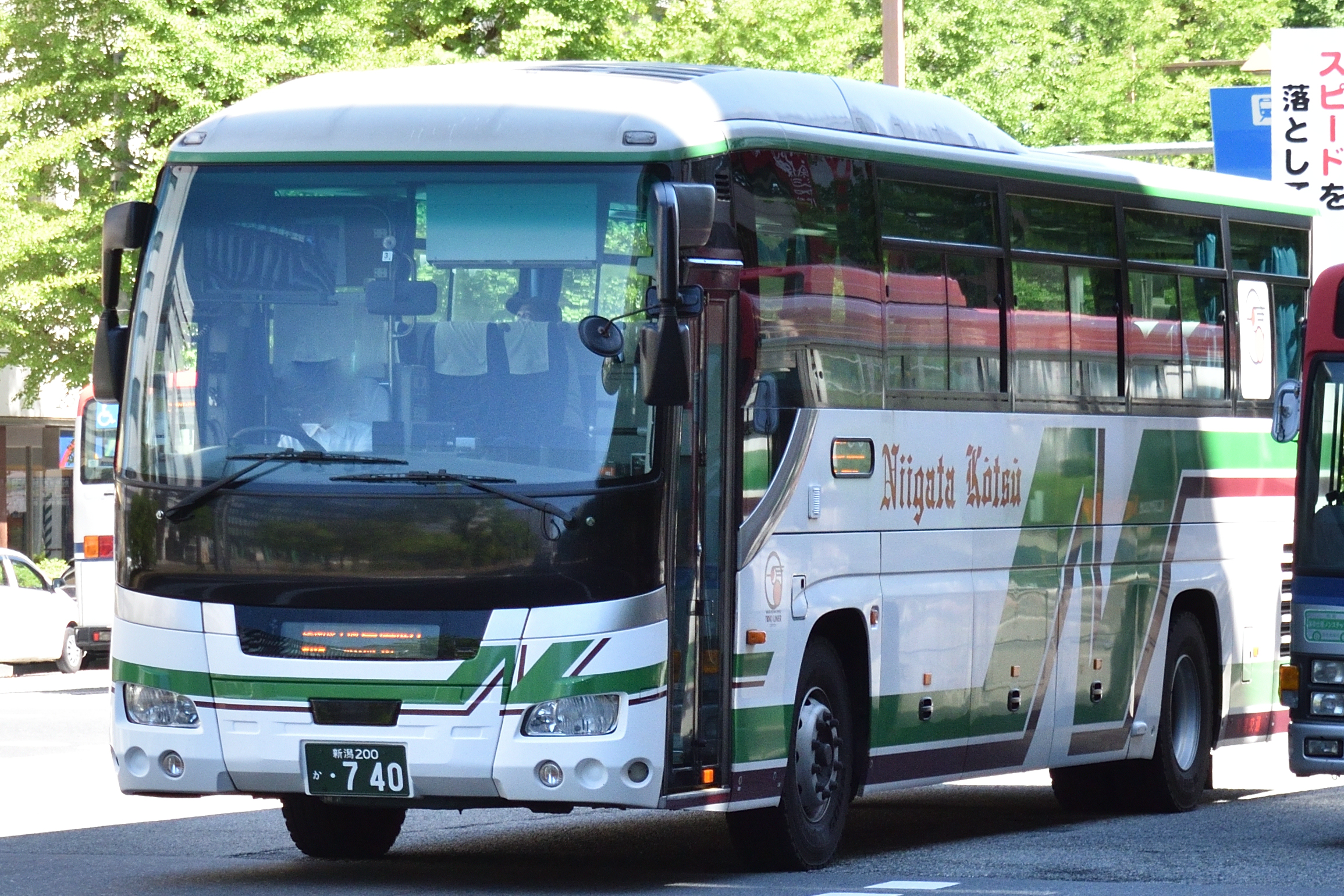
ときライナー長岡線（新潟交通の車両、2022年6月）

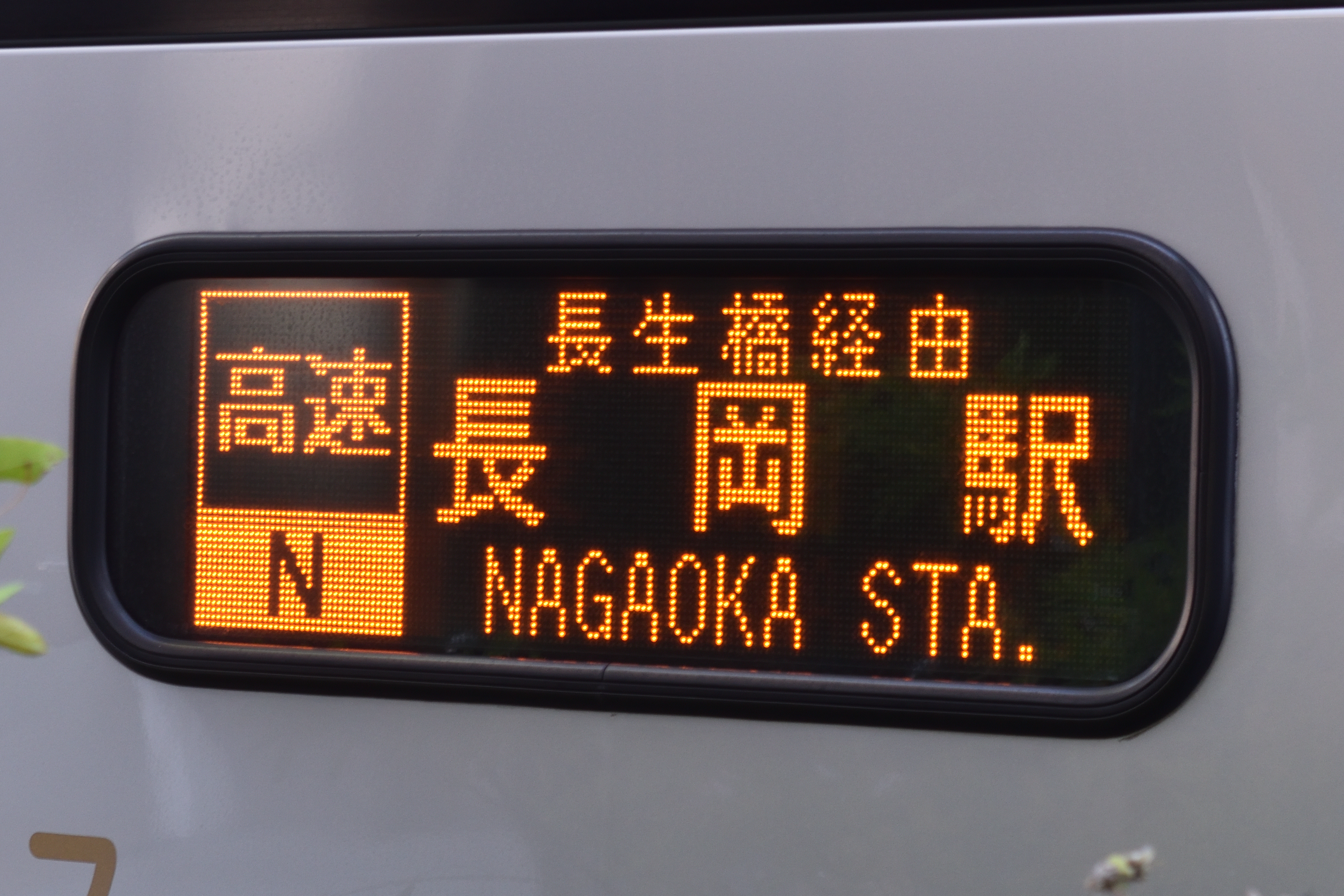
長生橋経由長岡駅行の行先表示。Ｎは長岡線を示す路線記号（越後交通の車両、2022年6月）

長岡線（ながおかせん）は、新潟県長岡市と同県新潟市を結ぶ高速バス路線である。県内高速バスのブランド『ときライナー』のうちの1路線であり、長岡 - 新潟線とも呼ばれる。路線記号はＮ。
全便が先着順の座席定員制となっており、満席の場合は途中停留所からの乗車はできない。

## 概説

新潟県・県内高速バス路線図。当路線は緑色。

当路線は北陸自動車道の長岡IC ・JCT - 新潟黒埼IC間が部分開通した翌日に開設された。当時、地方都市間における高速バスは全国的にみてもまだ珍しい時代だったにもかかわらず、開設当初から複数事業者による共同運行方式が採用され、予約不要の座席定員制とされた。開設時は60分間隔程度のダイヤだったが、予測を上回る利用客を確保できたことから、すぐに30分間隔に増便された。これが新潟県内線高速バスの端緒となり、県内ではその後高速道路各線が順次部分開通するたびに、新潟市と県内主要都市を結ぶ路線が開設された。
当路線と競合する形でJRの鉄道路線が通っているが、当路線の開業当初は当時の国鉄から客を奪う盛況ぶりとなり、対抗して国鉄が「Sきっぷ」による運賃割引を行うなど激しい競争となった。その後、2019年現在でも利用率が確保されており、起終点のバス停だけでなく長岡インターや新潟県庁、古町、万代シテイといった途中の乗降も一定数あることが特筆される。
高速道路上の全てのバス停にパークアンドライド駐車場が整備されていることも特筆され、巻潟東バスストップなど400台規模のものもある。
2005年（平成17年）9月まで平日朝に運転されていた長岡発1本は長岡・新潟両市街地内の停留所のみ停車し、北陸道内をノンストップで運行する「ビジネス特急」として設定されていた（当初は長岡北も通過、後に停車に変更）。この便は越後交通が担当し、誤乗防止のため運転席前方に「ビジネス特急　高速道内ノンストップ」の表示板が掲出されていた。
その後、年々利用客が減少し、2010年（平成22年）4月、2015年3月（平成27年）3月のダイヤ変更で相次いで便数が削減され、データイムを中心に60分間隔となる時間帯が生じている。2010年12月から2015年春のダイヤ改正までは平日に限り、新潟発の最終バスが増便され運行時間が拡大されていた。また新潟県の社会実験の一環として、2009年春から休止していた新潟空港への延長運行が2012年3月25日から2013年3月31日まで1年間にわたり実施された。
2022年4月1日より、「ときライナー」のブランドが発足した。ただし、路線形態等の変更はない。

## 沿革
- 1978年9月22日 - 運行開始。当初は長生橋経由の1系統のみ。
- 1985年6月1日 - 新潟県庁舎移転に伴い、新潟市内の運行経路を変更（桜木IC・和合線・昭和大橋経由→女池IC・小須戸線・昭和大橋経由）。県庁前停留所を「白山前」に改称、堀之内南停留所を廃止、県庁東・女池インター前両停留所を新設。
- 1987年頃 - 新潟市内の運行経路のうち、女池インター前 - 白山前間を変更（小須戸線・昭和大橋経由→千歳大橋・川岸町通り経由）。南高校前停留所を廃止、がんセンター前停留所を新設、県庁東停留所のうち新潟行の降車停留所を千歳大橋東詰に、長岡行の乗車停留所を県庁敷地内バスバースに移転。
- 1989年 - 新潟市役所移転に伴い、白山前停留所を「市役所前」に改称。
- 1992年7月1日 - 中之島見附ICを経由する北長岡経由・東バイパス経由の両系統を開設し、3系統体制となる。また同日、同IC経由の栃尾 - 見附 - 新潟線を開設（越後交通・新潟交通の共同運行）。これに伴って長生橋経由の一部便が発着していた中之島見附BSは全便不経由に変更。
- 1994年頃 - 新潟空港乗り入れ開始。
- 1997年頃 - 新潟中央ICの北陸道下り流出ランプ増設に伴い、新潟市内の運行経路を変更（新潟西IC・女池IC経由→新潟中央IC経由）。中央インター前停留所を新設（新潟行の降車停留所は当初、現高美町停留所に設置されていたが、その後上沼交差点付近へ移設）。
- 1999年4月1日 - 栃尾・見附線廃止。
- 2005年10月1日 - ビジネス特急（高速道内ノンストップ便）廃止。
- 2008年6月1日 -　運賃改定を実施。
- 2009年4月1日 - 新潟交通の路線バス・空港線に「エアポートリムジン」（新潟駅南口 - 新潟空港間）が新設されたのに伴い、新潟駅前 - 新潟空港間の運行を休止。北長岡車庫前停留所を「チャレンジャー北長岡店前」に改称。
- 2010年4月1日 - ダイヤ改正。平日4往復、土曜・休日5往復を減便。
- 2010年12月6日 - 社会実験の一環で、新潟駅前21時45分発・長生橋経由を1本増発（平日のみ運行）[8][9]。実験は「深夜便増発」として実施されたが運賃の割増等は無く、通常運賃で乗車可能であった。
- 2011年4月1日 - ダイヤ改正。前掲の新潟駅前21時45分発・長生橋経由1本を定期運行化（引き続き平日のみ運行）。
- 2012年3月25日 - ダイヤ改正。新潟県の社会実験に伴い、長生橋経由1日2往復を新潟空港へ延長運行。
- 2013年4月1日 - ダイヤ改正。社会実験終了に伴い、新潟空港への延長運行を終了。
- 2015年3月14日 - ダイヤ改正。運行本数を平日25往復（うち東バイパス経由1往復、北長岡経由：長岡発1本・新潟発2本）、土曜・休日 長岡発22本、新潟発23本（うち北長岡経由1往復）に減便。土曜・休日に実施していた新潟発の県立近代美術館前への延長運行を廃止。
- 2018年12月1日 - りゅーと・交通系ICカードの利用開始。利用者には運賃が15％割引される特典があった[10]。
- 2019年9月30日 - 高速バスカードの販売終了[11][注 1]。
- 2020年12月1日 - 新型コロナウイルスによる需要減少により、平日の長生橋経由1往復と、休日の長生橋経由1往復・北長岡経由1往復を運休とし[12]、平日23往復（うち東バイパス経由1往復、北長岡経由：長岡発1本・新潟発2本）、土曜・休日 長岡発18本、新潟発19本に。
- 2021年4月1日 - ダイヤ改正。2020年12月1日に運休した便をそのまま減便した[13]。
- 2021年12月1日 - ダイヤ改正。平日の新潟発1便東バイパス経由を残し、それ以外の全便を長生橋経由とした[14]。ただし、平日長岡発1便は長岡地域振興局前を起点とし、長岡駅を経由する形態をとる。さらに、鳥原に全便が停車するようになった。これにより平日21往復、休日17往復となった。さらに、りゅーと・交通系ICカードの利用特典が５％割引に減額し、ICカード利用時の運賃を値上げした。
- 2022年4月1日 - 「ときライナー」が発足。

## 運行会社
- 越後交通（本社営業所）平日14往復・休日12往復を担当
- 新潟交通（新潟東部営業所）平日7往復・休日5往復を担当

## 運行回数
「県内高速バス（新潟交通）」によると、2022年4月時点の運行回数は以下の通りである。
- 平日：21往復（うち新潟駅前6:45発の1便が東バイパス経由・長岡駅前17:30発が長岡地域振興局前を起点とし、今朝白一丁目を経由）
- 土曜・休日：17往復

## 停車停留所
2022年4月現在
▼…長岡発は乗車のみ、新潟発は降車のみの扱い。
▲…新潟発は乗車のみ、長岡発は降車のみの扱い。
◆…両方面とも乗降可能。全便停車。
▽…長岡発のみ停車。降車のみの扱い。
△…新潟発のみ停車。乗車のみの扱い。
↑…新潟駅前発6:45のみ運行。新潟市内では乗車のみ、高速道路上バスストップは乗降可能、長岡市内では降車のみの扱い。
※…備考欄参照
∥…他経路経由
| 停車停留所       | 停車停留所       | 長生橋経由 | 東バイパス経由 | 備考                                                                                             | 所在地 | 所在地 | 所在地 |
| ---------------- | ---------------- | ---------- | -------------- | ------------------------------------------------------------------------------------------------ | ------ | ------ | ------ |
| 長岡地域振興局前 | 長岡地域振興局前 | ※          | ∥              | 長岡駅発17:30のみ運行。                                                                          | 新潟県 | 長岡市 | 長岡市 |
| 今朝白一丁目     | 今朝白一丁目     | ※          | ∥              | 長岡駅発17:30のみ運行。                                                                          | 新潟県 | 長岡市 | 長岡市 |
| 長岡駅前         | 長岡駅前         | ▼          | ↑              | 長岡発は大手口バスターミナル4番線発                                                              | 新潟県 | 長岡市 | 長岡市 |
| 大手通二丁目     | 大手通二丁目     | ▼          | ∥              |                                                                                                  | 新潟県 | 長岡市 | 長岡市 |
| 千手三丁目       | 千手三丁目       | ▼          | ∥              |                                                                                                  | 新潟県 | 長岡市 | 長岡市 |
| 大島三丁目       | 大島三丁目       | ▼          | ∥              |                                                                                                  | 新潟県 | 長岡市 | 長岡市 |
| 西長岡           | 西長岡           | ▼          | ∥              |                                                                                                  | 新潟県 | 長岡市 | 長岡市 |
| 長岡インター     | 長岡インター     | ▼          | ∥              | 長岡発は長岡バイパス・柏崎方面車線上の停留所発 新潟発はICランプウェイ内の停留所着                | 新潟県 | 長岡市 | 長岡市 |
| 北陸道           | 長岡北           | ◆          | ∥              |                                                                                                  | 新潟県 | 長岡市 | 長岡市 |
| 今朝白一丁目     | 今朝白一丁目     | ∥          | ↑              |                                                                                                  | 新潟県 | 長岡市 | 長岡市 |
| 長岡地域振興局前 | 長岡地域振興局前 | ∥          | ↑              |                                                                                                  | 新潟県 | 長岡市 | 長岡市 |
| 五百刈           | 五百刈           | ∥          | ↑              |                                                                                                  | 新潟県 | 長岡市 | 長岡市 |
| 北陸道           | 栄               | ◆          | ↑              |                                                                                                  | 新潟県 | 三条市 | 三条市 |
| 北陸道           | 三条・燕         | ◆          | ↑              |                                                                                                  | 新潟県 | 燕市   | 燕市   |
| 北陸道           | 巻・潟東         | ◆          | ↑              |                                                                                                  | 新潟県 | 新潟市 | 西蒲区 |
| 北陸道           | 鳥原             | ◆          | ↑              |                                                                                                  | 新潟県 | 新潟市 | 西区   |
| 中央インター前   | 中央インター前   | ▲          | ↑              |                                                                                                  | 新潟県 | 新潟市 | 中央区 |
| 女池インター前   | 女池インター前   | ▲          | ↑              |                                                                                                  | 新潟県 | 新潟市 | 中央区 |
| 県庁東           | 県庁東           | ▽          | ∥              | 新潟発は通過 長岡発は千歳大橋東詰・県庁の森前着 （女池線沿い。県外線高速バスの停留所とは異なる） | 新潟県 | 新潟市 | 中央区 |
| 県庁             | 県庁             | △          | ↑              | 新潟発は県庁バスバース発 長岡発は不経由                                                          | 新潟県 | 新潟市 | 中央区 |
| がんセンター前   | がんセンター前   | ▲          | ↑              |                                                                                                  | 新潟県 | 新潟市 | 中央区 |
| 市役所前         | 市役所前         | ▲          | ↑              |                                                                                                  | 新潟県 | 新潟市 | 中央区 |
| 古町             | 古町             | ▲          | ↑              | 新潟発は新潟信用金庫本店前発 長岡発はグランドメゾン西堀通タワー前着                              | 新潟県 | 新潟市 | 中央区 |
| 万代シテイ       | 万代シテイ       | ▲          | ↑              | 新潟発は萬代橋東詰発 長岡発は秋田銀行新潟支店前着                                                | 新潟県 | 新潟市 | 中央区 |
| 新潟駅前         | 新潟駅前         | ▲          | ↑              | 新潟発は東大通ビル前発 長岡発は帝石ビル前着                                                      | 新潟県 | 新潟市 | 中央区 |

## 運行経路
長生橋経由
新潟県道36号長岡停車場線（大手通） - 国道351号（大手通・長生橋・旧8号） - （喜多インターチェンジ） - 国道8号長岡バイパス - （長岡インターチェンジ） - 関越自動車道 - （長岡ジャンクション） - 北陸自動車道 - （新潟中央インターチェンジ） - 新潟県道16号新潟亀田内野線（女池線） - 国道116号（千歳大橋） - ＜長岡行のみ国道116号・県庁バスバース経由＞ - 新潟市道（川岸町通り） - 新潟県道164号白山停車場女池線 - 国道116号（東中通・柾谷小路） - 国道7号（柾谷小路・萬代橋・萬代橋通り・東大通） - 新潟県道33号新潟停車場線（東大通）
東バイパス経由
新潟県道36号長岡停車場線（大手通） - 長岡市道 - 国道8号長岡バイパス - （川崎インターチェンジ） - 国道8号長岡東バイパス - （中之島見附インターチェンジ） - 北陸自動車道
以北は長生橋経由と同経路。

## 使用車両
両社とも原則としてハイデッカー4列シート補助席付き・化粧室なし車両で運行。

## 備考
- 運賃精算にはりゅーと・Suica等の交通系ICカードが利用可能。
- 新潟交通は県内高速用の新車を投入した際、当路線へ優先的に運行を充当する傾向がある。